# Otto Büsch
Otto Büsch (né le 30 avril 1928 à Vienne et mort le 23 mars 1994 à Berlin) est un historien moderne, social et économique allemand qui s'est particulièrement occupé de l'histoire de la Prusse. De 1979 à 1981, il est président de la Commission historique de Berlin.

## Biographie
Les parents de Büsch - ils viennent de Vienne et de Hambourg - vivent à Berlin depuis 1931. Büsch obtient son doctorat en 1952 de l'Université libre de Berlin. À partir de 1970, il est professeur d'histoire moderne et d'histoire sociale et économique à l'Université pédagogique de Berlin (de) et le reste en 1980 après sa fusion avec l'Université libre de Berlin. À partir de 1963, il dirige la section d'histoire économique et sociale de la Commission historique de Berlin.
L'un des étudiants de Büsch est Arthur Schlegelmilch (de), qui enseigne à l'Université par correspondance d'Hagen (de).

## Publications

### En tant qu'auteur
- Geschichte der Berliner Kommunalwirtschaft in der Weimarer Epoche, De Gruyter, Berlin 1960.
- Militärsystem und Sozialleben im alten Preußen 1713–1807 (= Veröffentlichungen der Historischen Kommission zu Berlin, 7), De Gruyter, Berlin 1962.
- Garnisonen und Garnisonsorte in Brandenburg 1640–1806 (= Historischer Handatlas von Brandenburg und Berlin, 17), De Gruyter, Berlin 1966.
- Industrialisierung und Gewerbe im Raum Berlin/Brandenburg 1800–1850, Colloquium-Verlag, Berlin 1971.
- Zur Rezeption und Revision der preußisch-deutschen Geschichte. Ausgewählte sozialhistorische Beiträge, Colloquium-Verlag, Berlin 1988.

### En tant qu'éditeur
- (mit Wolfram Fischer, Hans Herzfeld): Industrialisierung und Europäische Wirtschaft im 19. Jahrhundert. Ein Tagungsbericht (= Veröffentlichungen der Historischen Kommission zu Berlin, 6), De Gruyter, Berlin 1976.
- (mit Werner Abelshauser (de)): Historische Prozesse der deutschen Inflation. 1914–1924. Ein Tagungsbericht, Colloquium-Verlag, Berlin 1978.
- Das Preußenbild in der Geschichte. Protokoll eines Symposiums (= Veröffentlichungen der Historischen Kommission zu Berlin, 50), De Gruyter, Berlin 1981.
- (mit Wolfgang Neugebauer): Moderne Preußische Geschichte 1648–1947 (= Veröffentlichungen der Historischen Kommission zu Berlin, 52/1), De Gruyter, Berlin 1981.
- (mit Francis L. Carsten (de)): Preußen und das Ausland. Beiträge zum europäischen und amerikanischen Preußenbild am Beispiel von England, den Vereinigten Staaten von Amerika, Frankreich, Österreich, Polen und Russland, Colloquium-Verlag, Berlin 1982.
- (mit Gerhard A. Ritter (de)): Hans Herzfeld. Persönlichkeit und Werk, Colloquium-Verlag, Berlin 1983.
- (mit Wolfgang Haus (de)): Berlin als Hauptstadt der Weimarer Republik 1919–1933 (= Veröffentlichungen der Historischen Kommission zu Berlin, 70/1), De Gruyter, Berlin 1987.
- Handbuch der Preußischen Geschichte, 3 Bände, De Gruyter, Berlin 1992.